# ۲۵۳ (قمری)
۲۵۳ (قمری)، دویست و پنجاه و سومین سال در گاهشماری هجری قمری است. اول محرم این سال برابر با پانزدهم ژانویه سال ۸۶۷ میلادی است.

## رویدادها
- خلیفه المعتز بالله سپاه انبوهی به فرماندهی موسی بن بغا به جنگ دیلمان و داعیان نزدیک قزوین فرستاد این شهر را به تصرف در آورد. سپس نیروهای دیلمیان را تا کوهستان تعقیب کرده و بسیاری از آنان را بکشت.